# Sylwestrowo
Sylwestrowo – dawny folwark. Tereny, na których był położony, leżą obecnie na Białorusi, w obwodzie grodzieńskim, w rejonie oszmiańskim, w sielsowiecie Kolczuny.

## Historia
W czasach zaborów folwark w okręgu wiejskim Sylwestrowo, w gminie Polany, w powiecie oszmiańskim, w guberni wileńskiej Imperium Rosyjskiego. W 1866 roku liczył 10 mieszkańców w 1 domu, własność Nowosielskich. W 1905 roku liczył 17 mieszkańców, 88 dziesięcin, własność Herbertów.
W latach 1921–1945 majątek leżał w Polsce, w województwie wileńskim, w powiecie oszmiańskim, w gminie Polany.
W 1931 w 2 domach zamieszkiwało 27 osób.
Wierni należeli do parafii rzymskokatolickiej w Oszmianie. Miejscowość podlegała pod Sąd Grodzki w Oszmianie i Okręgowy w Wilnie; właściwy urząd pocztowy mieścił się w Oszmianie.